# Stanhope-Presse

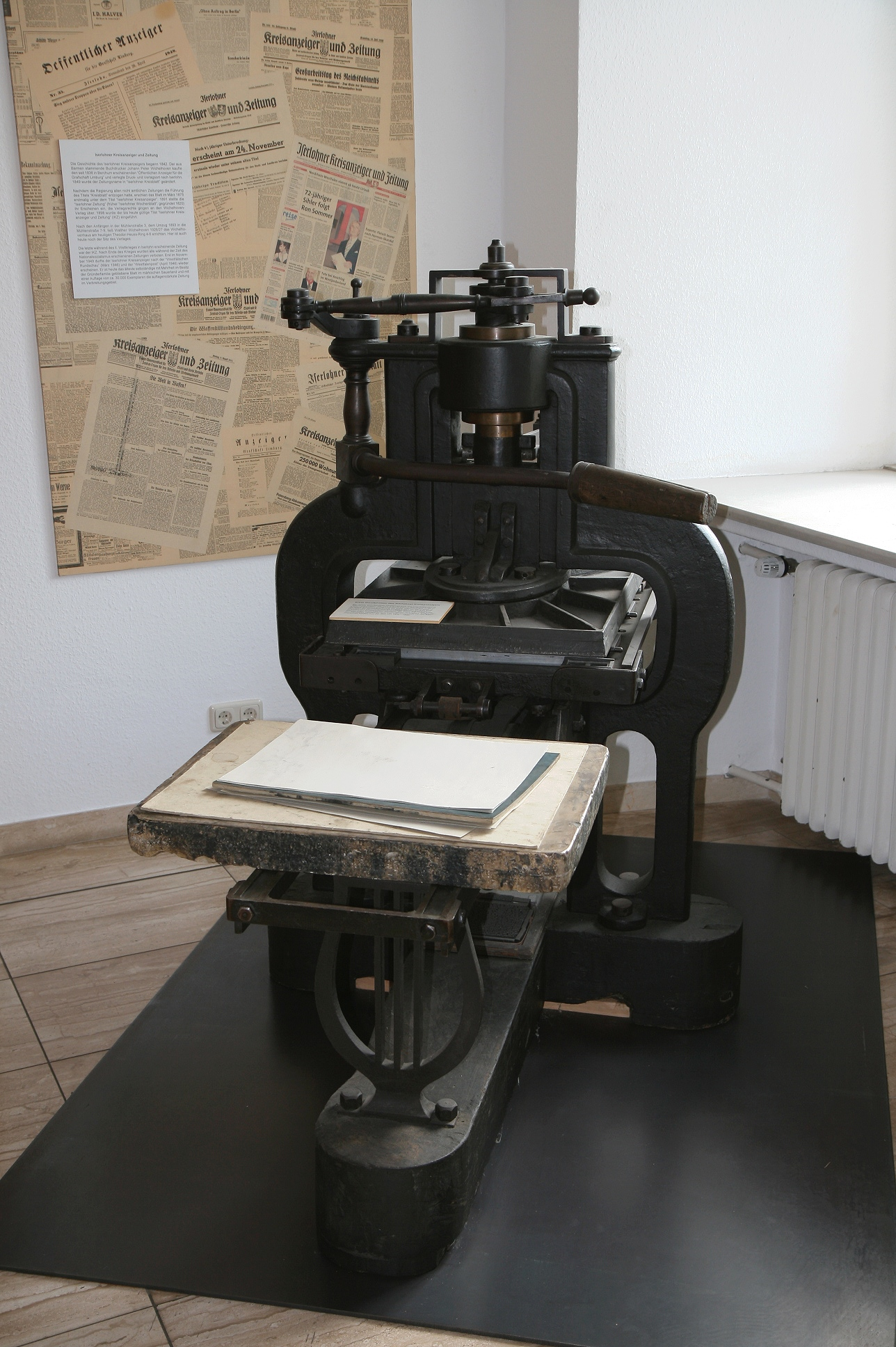
Eine Stanhope-Presse war die erste Druckpresse des IKZ (heute ausgestellt im Stadtmuseum Iserlohn)

Die Stanhope-Presse war eine frühe Druckpresse; sie wurde um 1800 von dem Briten Charles Stanhope erfunden.

## Technik
Die Metallkonstruktion nutzte, wie ihre Vorgänger, eine Spindel zum Druckaufbau. Sie wurde über den Pressbengel bedient. Neu hingegen war ein mit dem Bengel verbundenes Hebelsystem, das den Pressdruck verstärkte. Dadurch konnten zwei Folioseiten eines Satzes mit wenig Kraftaufwand in einem Zug gedruckt werden.
Die Leistung der Presse lag mit etwa 250 Bogen pro Stunde zwar nicht viel höher als die älterer Modelle, trotzdem war sie auf Grund der Kraftersparnis eine Weiterentwicklung. Zur leichteren Handhabung trug die Ersetzung der Farbballen durch Farbwalzen bei.
Spätere Pressen verzichteten auf die Spindel zugunsten einer Hebelkonstruktion als Druckkraft.